# Провадія
Прова́дія (болг. Провадия) — місто в Варненській області Болгарії. Адміністративний центр громади Провадія. Населення міста становить 12468 осіб.

## Географія
Місто розташоване на річці Провадійська, в ущелині; оточено високими скелями зі сходу та заходу. 
Відстань до Софії - 410 км, до Варни (центру області) - 47 км.
Через місто проходить залізнична лінія Варна - Софія та Варна - Русе. 

## Населення
За даними на 2022 рік у місті проживали 12468 осіб.
Національний склад населення міста:
| Національність   | Кількість осіб | Відсоток |
| ---------------- | -------------- | -------- |
| болгари          | 8562           | 76,9%    |
| турки            | 1510           | 13,6%    |
| цигани           | 734            | 6,6%     |
| інша             | 36             | 0,3%     |
| не визначились   | 287            | 2,6%     |
| Всього відповіли | 11129          |          |

Розподіл населення за віком у 2011 році:
Динаміка населення:

## Економіка
За 5 км на південний схід від Провадії знаходиться єдине в Болгарії родовище кам'яної солі. Природні запаси солі тут надзвичайно великі. Компанія Provadsol AD видобуває сіль і виробляє розсіл. 
У місті є завод рафінованих олій та жирів, а також завод з перероблення ріпаку.

## Пам'ятки
Провадія - відправна точка для відвідування середньовічної фортеці Овеч, з якої відкривається краєвид на все місто. 
У місті є історичний музей, картинна галерея та різні музейні колекції. Також, доісторичний комплекс Сольніцата поблизу міста становить інтерес для археологів. Він був одним з перших центрів видобутку солі в Європі; також є стародавнім селищем. 